# 325P/Yang-Gao
La cometa Yang-Gao, formalmente 325P/Yang-Gao, è una cometa periodica appartenente alla famiglia delle comete gioviane. Scoperta il 16 giugno 2009, a seguito della riscoperta avvenuta il 11 maggio 2015  ha ricevuto la numerazione definitiva.

## Orbita
La cometa ha una MOID estremamente piccola col pianeta Giove tanto che i due corpi celesti giunsero a sole 0,00683 UA di distanza il 14 maggio 1930: la MOID con la Terra è di 0,288 UA, la minima distanza effettiva tra la cometa e la Terra è stata raggiunta il 2 giugno 2009 con 0,303 UA, in entrambi i casi questi passaggi ravvicinati sono avvenuti prima della scoperta della cometa .
L'8 settembre 2018 è stato reso noto che le osservazioni del 28 maggio 1951 finora attribuite a una cometa denominata X/1951 K1, la cui esistenza era finora considerata dubbia e di cui non si era potuto calcolare l'orbita sono state identificate come osservazioni prescoperta della cometa  .